# Сур (футбольный клуб)
«Сур» — оманский футбольный клуб, базирующийся в Сур, выступающий в Первом дивизионе Омана.

## История
Основанный в 1969 году «Сур» наивысших своих успехов достиг в конце 1990-х годов. Он два раза подряд становился чемпионом Омана, в сезонах 1994/95 и 1995/96. В первом случае судьба титула определялась в дополнительном матче, в котором «Сур» одолел «Аль-Сиб» со счётом 2:1. Во второй раз «Сур» выиграл чемпионат с отрывом в шесть очков от финишировавшей второй команды «Оман Клаб». В следующих двух чемпионатах «Сур» финишировал на втором месте.
В 1990-е годы команду дважды (1994-95 и 1998) возглавлял российский тренер Александр Ивченко, вместе с ним за команду выступали футболисты Андрей Баранов, Шамиль Багизаев и Марат Мулашев. В первый раз команда стала чемпионом Омана, второй приход был менее удачным, так как клуб потерял финансирование, и уже в ходе первого круга россияне покинули команду.
В Азиатском Кубке чемпионов 1997/98 «Сур» был разгромлен по сумме двух матчей иракским клубом «Аль-Завраа» со счётом 0:9 (0:5 дома и 0:4 в гостях) в первом раунде.

## История выступлений
| Сезон   | Дивизион     | Место       | Кубок |
| ------- | ------------ | ----------- | ----- |
| 2003/04 | Премьер-Лига | 9-е         |       |
| 2004/05 | Премьер-Лига | 5-е         |       |
| 2005/06 | Премьер-Лига | 5-е         |       |
| 2006/07 | Премьер-Лига | 8-е         |       |
| 2007/08 | Премьер-Лига | 6-е         |       |
| 2008/09 | Премьер-Лига | 11-е        |       |
| 2009/10 | 1ª           | 5-е (Гр. B) |       |
| 2010/11 | 1ª           | 1-е (Гр. B) |       |
| 2011/12 | Премьер-Лига | 8-е         |       |
| 2012/13 | Премьер-Лига | 9-е         |       |

## Достижения
Чемпион Омана (2): 1994/95, 1995/96
Обладатель Кубка Омана (3): 1973/74, 1992/93, 2007/08